# Rivungo
Rivungo ist eine Kleinstadt (Vila) und ein Kreis (Município) in Angola an der Grenze zu Sambia.

## Verwaltung
Rivungo ist Sitz eines gleichnamigen Kreises der Provinz Cuando. Das Kreisgebiet umfasst 29.510 km² mit rund 53.000 Einwohnern (Schätzungen 2011). Die Volkszählung 2014 soll fortan gesicherte Bevölkerungszahlen liefern.